# Nožičko
Nožičko (en serbe cyrillique : Ножичко) est un village de Bosnie-Herzégovine. Il est situé dans la municipalité de Srbac et dans la république serbe de Bosnie. Selon les premiers résultats du recensement bosnien de 2013, il compte 1 011 habitants.

## Démographie

### Évolution historique de la population dans la localité
| 1948  | 1953  | 1961  | 1971  | 1981  | 1991  | 2013  |
| ----- | ----- | ----- | ----- | ----- | ----- | ----- |
| 1 500 | 1 539 | 1 369 | 1 257 | 1 224 | 1 117 | 1 011 |

|  |

### Communauté locale
En 1991, la communauté locale de Nožičko comptait 1 718 habitants, répartis de la manière suivante :